# Annely Rothkegel
Annely Rothkegel (* 1942 in Düsseldorf) ist Sprachwissenschaftlerin und Professorin an der Technischen Universität Chemnitz.

## Leben
Nach ihrem Studium an der Universität Saarbrücken promovierte sie dort über feste Syntagmen und war Mitarbeiterin im Sonderforschungsbereich "Elektronische Sprachforschung". Nach Stationen an den Universitäten in Koblenz und Greifswald erhielt sie 1994 eine Professur an der Fachhochschule Hannover. Dort war sie am Aufbau des Studiengangs technische Redaktion beteiligt. Seit 2003 ist sie Professorin für angewandte Sprachwissenschaft und technische Kommunikation an der Technischen Universität Chemnitz.
Rothkegel war darüber hinaus zu Forschungs- oder Lehrzwecken unter anderem tätig an den Universitäten Aarhus, Hiroshima und Warschau.